# ألان روس أندرسون
ألان روس أندرسون (بالإنجليزية: Alan Ross Anderson)‏ هو فيلسوف أمريكي، ولد في 1925، وتوفي في 1973.